# جمهوری ورمانت
جمهوری ورمانت (انگلیسی: Vermont Republic) یک ایالت مستقل در نیو انگلند بود، که از تاریخ ۱۵ ژانویه ۱۷۷۷ تا ۴ مارس ۱۷۹۱ وجود داشت. این ایالت در ماه ژانویه سال ۱۷۷۷، زمانی که نمایندگان ۲۸ شهر، گرد هم آمدند و استقلال خود را از حوزه قضایی و ادعای زمین مستعمرات پادشاهی بریتانیای کبیر کبک، نیوهمپشایر و نیویورک اعلام کردند، تأسیس شد.